# Prärielilien
Die Prärielilien (Camassia) sind eine Pflanzengattung in der Unterfamilie der Agavengewächse (Agavoideae). Die etwa sechs Arten sind in Nordamerika verbreitet.

## Beschreibung

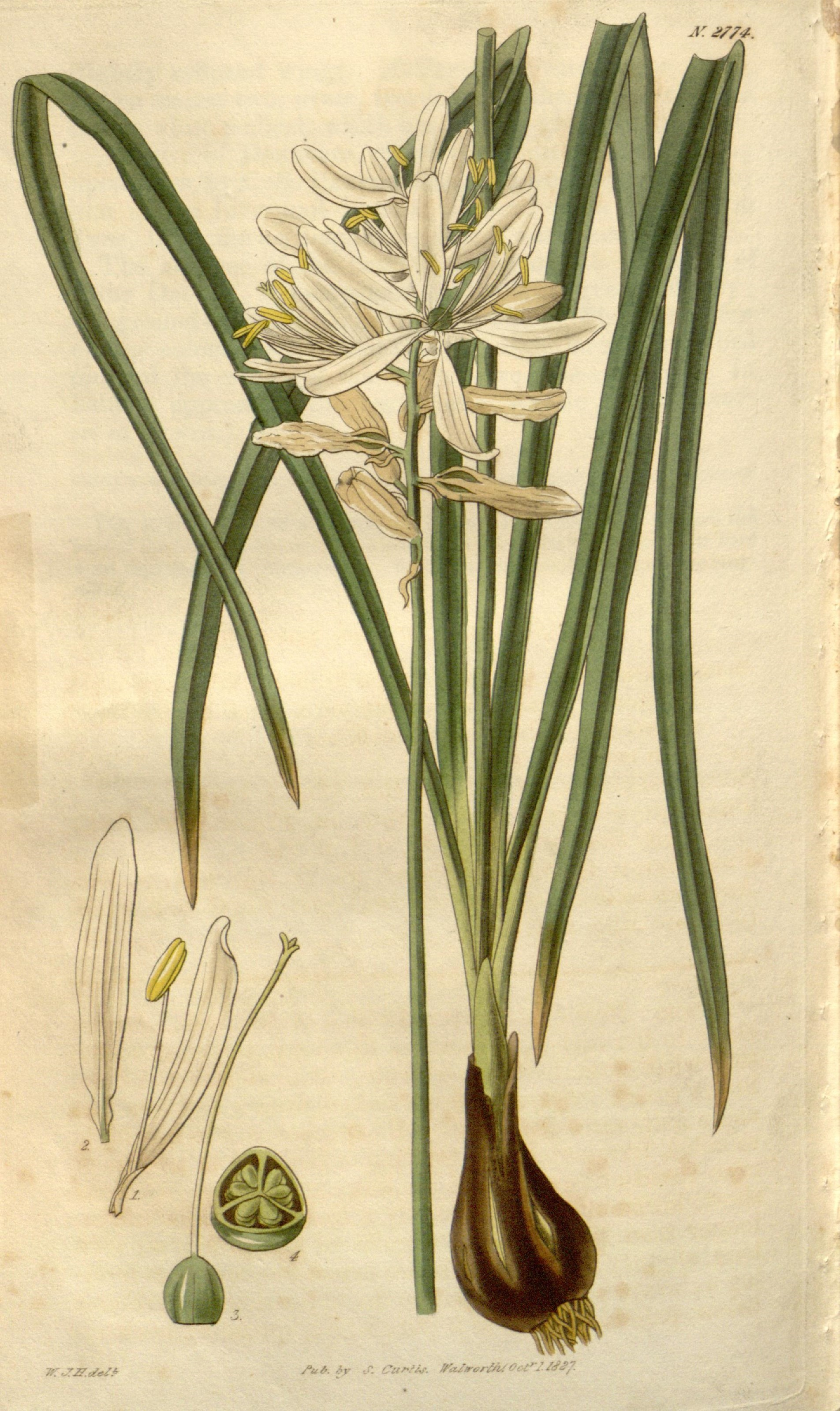
Illustration der Östlichen Prärielilie (Camassia scilloides) in Curtis's Botanical Magazine, Tafel 2774

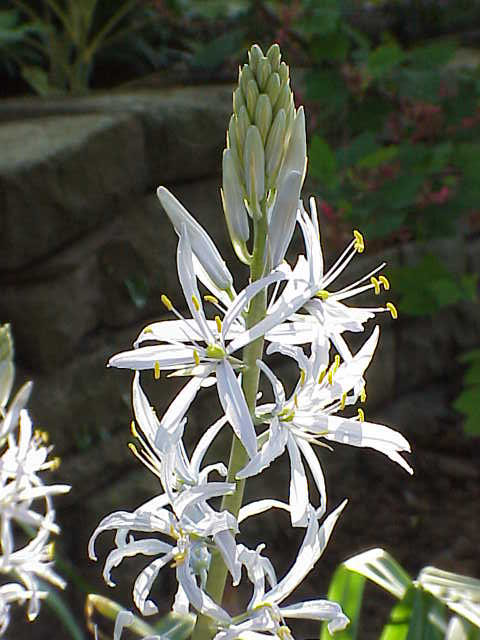
Blütenstand der Gewöhnlichen Prärielilie (Camassia cusickii)

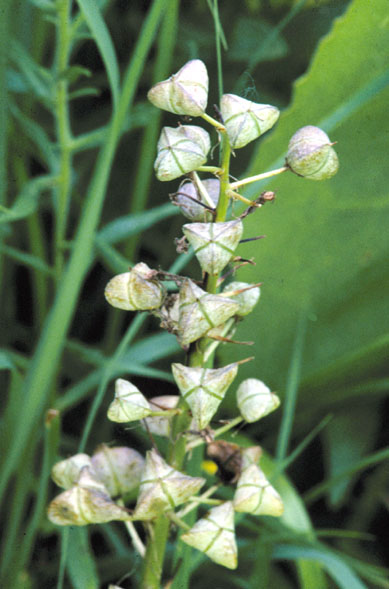
Unreife Kapselfrüchte der Östlichen Prärielilie (Camassia scilloides)

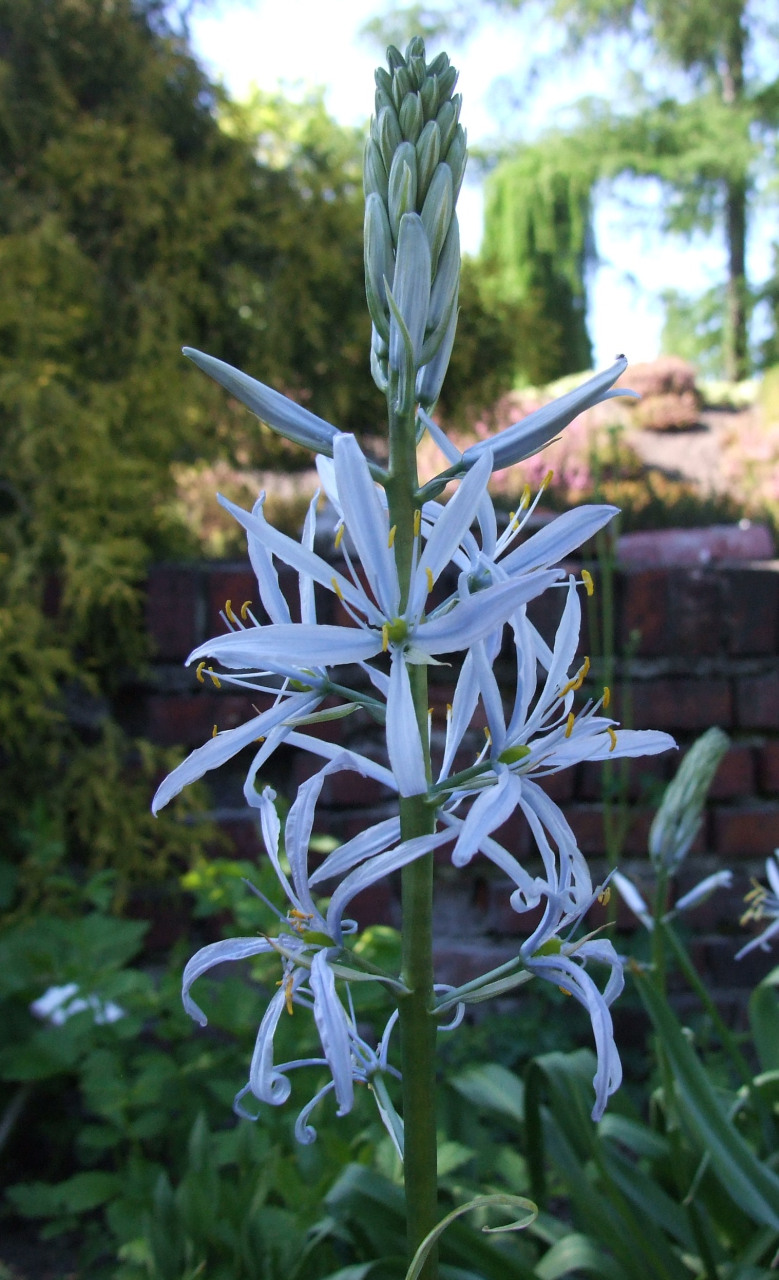
Blütenstand der Leichtlin-Prärielilie (Camassia leichtlini)

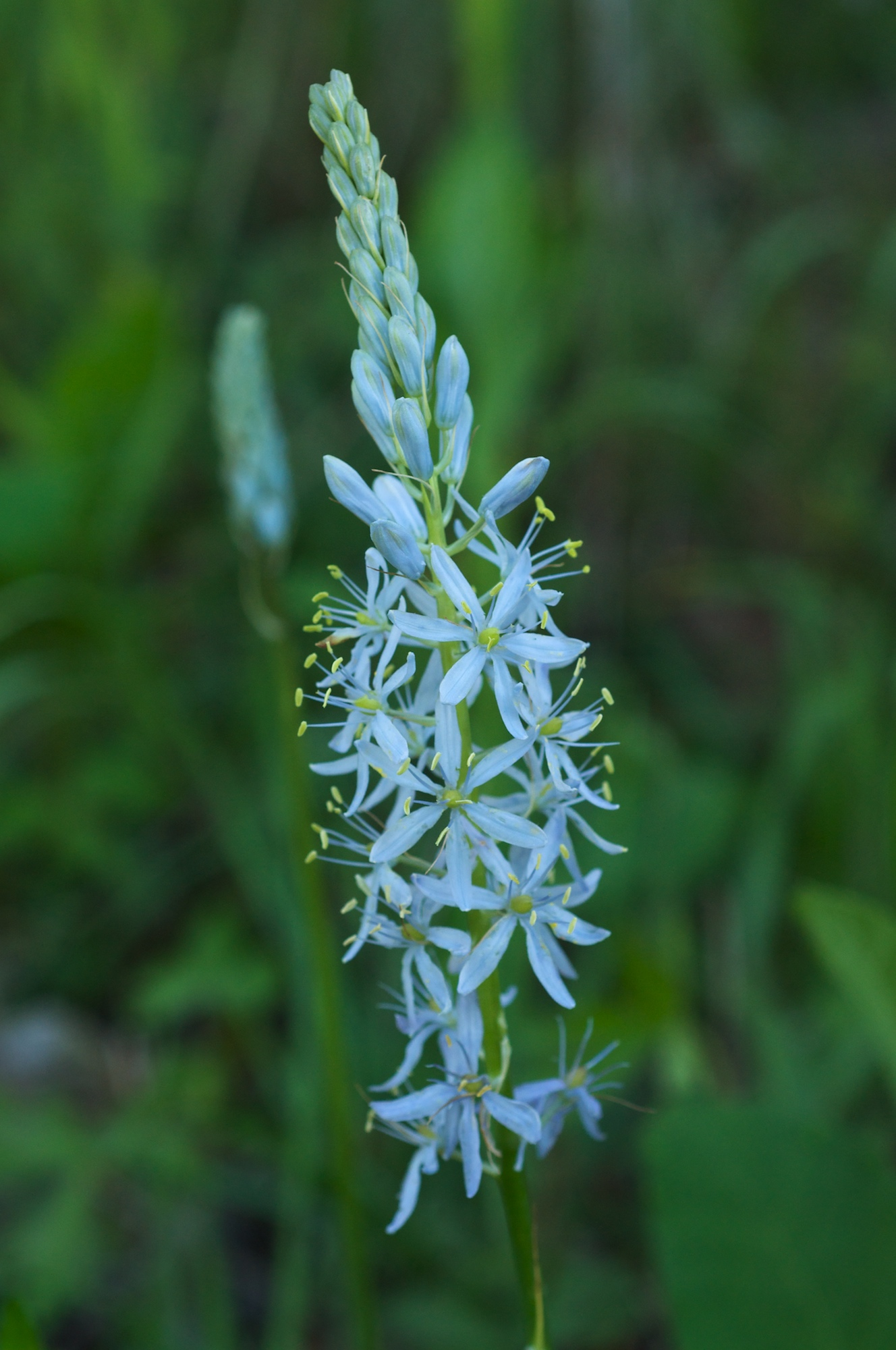
Blütenstand der Östlichen Prärielilie (Camassia scilloides)

### Vegetative Merkmale
Die Camassia-Arten wachsen als ausdauernde krautige Pflanzen. Diese Geophyten bilden eiförmige bis kugelige Zwiebeln als Überdauerungsorgane aus, die einzeln oder in Gruppen zusammen stehen. Die Zwiebelhüllen sind schwarz oder braun.
Die Laubblätter stehen spiralig in einer grundständigen Rosette zusammen. Die einfachen Blattspreiten sind linealisch, gekielt und parallelnervig.

### Generative Merkmale
Es werden traubige Blütenstände mit Tragblättern gebildet. Die Blütenstiele sind ausgebreitet und krümmen sich aufrecht bis zur Fruchtreife.
Die zwittrigen Blüten sind zygomorph oder radiärsymmetrisch und dreizählig. Die sechs mehr oder weniger gleichgestaltigen, haltbaren, freien Blütenhüllblätter besitzen Farben zwischen weiß, hellen und sehr dunklen Blautönen bis violett, drei bis neun Nerven, sind lanzettlich und drehen sich beim Trockenen mehr oder weniger ein. Es sind Septalnektarien vorhanden. Es sind sechs freie Staubblätter vorhanden. Die Staubfäden sind schlank. Drei Fruchtblätter sind zu einem oberständigen Fruchtknoten verwachsen, der 6 bis 36 Samenanlagen enthält. Der fadenförmige Griffel endet in einer dreilappigen Narbe.
Die eiförmigen bis ellipsoiden oder fast kugeligen Kapselfrüchte öffnen fachspaltig = lokulizid und enthalten 6 bis 36 Samen. Die glänzend schwarzen Samen sind bei einer Länge von 2 bis 4 Millimetern verkehrt-birnenförmig bis eiförmig-ellipsoid.
Die Chromosomengrundzahl beträgt x = 15.

## Systematik
Die Gattung Camassia wurde 1832 durch John Lindley aufgestellt. Synonyme für Camassia Lindl. nom. cons. sind: Stilla W.Young nom. nud., Cyanotris Raf., Bulbedulis Raf., Lemotrys Raf., Quamasia Raf., Sitocodium Salisb.
Es gibt etwa sechs Camassia-Arten:
- Camassia angusta (Engelmann & A.Gray) Blankinship: Sie kommt in den östlichen und zentralen Vereinigten Staaten vor.[2]
- Gewöhnliche Prärielilie (Camassia cusickii S.Watson):[3] Sie kommt nur im nordöstlichen Oregon und im westlichen Idaho vor.[2]
- Camassia howellii S.Watson: Dieser Endemit kommt im südwestlichen Oregon nur in den Counties Jackson und Jesephine vor.[2]
- Leichtlin-Prärielilie (Camassia leichtlinii (Baker) S.Watson):[3] Es gibt zwei Unterarten:
  - Camassia leichtlinii subsp. leichtlinii: Dieser Endemit kommt nur im südwestlichen Oregon vor.[2]
  - Camassia leichtlinii subsp. suksdorfii (Greenm.) Gould: Sie kommt im westlichen Nordamerika vom südlichen Teil der kanadischen Provinz British Columbia und in den US-Bundesstaaten Oregon, Washington bis zum zentralen Kalifornien vor.[2]
- Essbare Prärielilie (Camassia quamash (Pursh) Greene):[3] Es gibt im westlichen bis zentralen Nordamerika acht Unterarten:
  - Camassia quamash subsp. azurea (A.Heller) Gould: Dieser Endemit kommt nur im nordwestlichen Washington vor.[2]
  - Camassia quamash subsp. breviflora Gould: Sie kommt in Washington, Oregon, Nevada und Kalifornien vor.[2]
  - Camassia quamash subsp. intermedia Gould: Dieser Endemit kommt nur im südwestlichen Oregon vor.[2]
  - Camassia quamash subsp. linearis Gould: Dieser Endemit kommt nur im westlichen Kalifornien vor.[2]
  - Camassia quamash subsp. maxima Gould: Sie kommt im südwestlichen British Columbia, in Washington und Oregon vor.[2]
  - Camassia quamash subsp. quamash: Sie kommt vom westlichen Kanada bis zu den nordwestlichen Vereinigten Staaten vor.[2]
  - Camassia quamash subsp. utahensis Gould: Sie kommt in Idaho, Montana, Wyoming und Utah vor.[2]
  - Camassia quamash subsp. walpolei (Piper) Gould: Dieser Endemit kommt nur im südwestlichen Oregon vor.[2]
- Östliche Prärielilie (Camassia scilloides (Raf.) Cory Syn.: Cyanotris scilloides Raf., Quamasia scilloides (Raf.) Raf., Stilla carolinensis W.Young nom. nud., Scilla esculenta Ker Gawl., Phalangium luteum Nutt., Lemotrys hyacinthina Raf., Ornithogalum nuttallianum Kunth, Ornithogalum texanum Scheele, Camassia gawleri Torr., Camassia fraseri Torr., Scilla fraseri (Torr.) A.Gray, Schoenolirion texanum (Scheele) A.Gray, Quamasia hyacinthina (Raf.) Britton, Oxytria texana (Scheele) Pollard, Camassia esculenta (Ker Gawl.) B.L.Rob. nom. illeg., Camassia hyacinthina (Raf.) E.J.Palmer & Steyerm.):[3] Sie kommt in Ontario und in den zentralen bis östlichen USA vor.[2]

## Nutzung
Die Zwiebeln waren ein wichtiges Nahrungsmittel der nordamerikanischen Völker, besonders des pazifischen nordwestlichen Gebietes. Einige Camassia-Arten werden als Zierpflanzen verwendet.

## Weiterführende Literatur
- Mark Fishbein, Susan R. Kephart, Mike Wilder, Kate M. Halpin, Shannon L. Datwyler: Phylogeny of Camassia (Agavaceae) Inferred from Plastid rpl16 Intron and trnD—trnY—trnE—trnT Intergenic Spacer DNA Sequences: Implications for Species Delimitation. In: Systematic Botany. Band 35, Nummer 1, 2010, S. 77–85, doi:10.1600/036364410790862588.